# Rudolf Wirz
Rudolf Wirz (28 januari 1918 - 5 november 1988) was een Zwitsers handballer.
Op de Olympische Spelen van 1936 in Berlijn won hij de bronzen medaille met Zwitserland. Wirz speelde drie wedstrijden.
Max Blösch · Rolf Fäs · Burkhard Gantenbein · Willy Gysi · Erland Herkenrath · Ernst Hufschmid · Willy Hufschmid · Werner Meyer · Georg Mischon · Willy Schäfer · Werner Scheurmann · Edy Schmid · Erich Schmitt · Eugen Seiterle · Max Streib · Robert Studer · Rudolf Wirz